# Hans Madsen Koefoed
 Der er flere personer med dette navn, se Hans Madsen Kofoed.
Hans Madsen Koefoed (18. marts 1792 på Lauegård i Åker Sogn – 17. april 1868 i Aakirkeby) var en dansk officer og politiker.
Han var søn af Hans Conrad Koefoed (1767-1829) og hustru Gertrud Greiersdatter (1764-1840). Lauegård havde siden 1761 været i slægtens eje, eftersom H.M. Koefoeds farfader Absalon Hansen Koefoed da havde købt gården. Koefoed ægtede 21. september 1816 Maren Kirstine Sonne (9. juni 1797 – ). Han købte Tjørnebygård i Poulsker og arvede i 1830 den fædrene gård.
Koefoed blev sekondløjtnant ved Bornholms Milits 1809 og 1818-19 blev han uddannet på officersskolen i Næstved. 1826 blev han premierløjtnant, 1834 karakteriseret kaptajn, 1836 virkelig premierløjtnant ved 4. Dragonkompagni, 1837 forsat til 1. Kompagni og samme år ritmester. 1847 blev han chef for dragonernes 3. eskadron og 1855 major. 26. april 1863 tog han afsked fra Hæren. 7. juni 1859 var han blevet Ridder af Dannebrog.
Fra 1840 til 1852 var han formand for sogneforstanderskabet i Åker Sogn. 1832 kom han i bestyrelsen for den bornholmske afdelingen af Foreningen til den ædle Hesteavls Fremme og blev senere direktør for denne (indtil 1847). 1860 blev han æresmedlem af foreningen.
Ved det første stænderforsamlingsvalg i 1834 blev han suppleant for Øernes 20. landdistrikt (Bornholms østre og søndre herreder) og ved valget i 1841 blev han stænderdeputeret og sad de næste seks år i forsamlingen. Ved det følgende valg i 1847 blev han suppleant.
I 1849 blev han valgt til Folketinget for Aakirkebykredsen og sad en enkelt valgperiode indtil 1852. Han støttede Bondevennerne, men var i øvrigt ikke forankret i noget partimæssigt tilhørsforhold.